# Eskebornite
L'eskebornite è un minerale appartenente al gruppo della calcopirite.